# Sena Ishibashi
Sena Ishibashi (japanisch 石橋 瀬凪 Ishibashi Sena; * 22. April 2006 in der Präfektur Hyōgo) ist ein japanischer Fußballspieler.

## Karriere

### Verein
Sena Ishibashi erlernte das Fußballspielen in der Schulmannschaft der Kobe Koryo Gakuen High School. Seinen ersten Vertrag unterschrieb er am 1. Februar 2025 bei Shonan Bellmare. Der Verein aus Hiratsuka spielt in der ersten Liga, der J1 League. Sein Erstligadebüt gab Sena Ishibashi am 25. Mai 2025 (18. Spieltag) im Auswärtsspiel gegen Albirex Niigata. Bei der 2:1-Niederlage wurde er in der 80. Minute für Taiga Hata eingewechselt.

### Nationalmannschaft
Sena Ishibashi spielte 2024 zweimal in der japanischen U18-Nationalmannschaft.